# Час
Час (русское обозначение: ч; международное: h) — внесистемная единица измерения времени. По современному определению час в точности равен 3600 секундам, что соответствует 60 минутам или 1/24 суток. Также с учётом того, что секунда СИ равна 9 192 631 770 периодам излучения, соответствующего переходу между двумя сверхтонкими уровнями основного состояния атома цезия-133, час равен 33 093 474 372 000 таким периодам. Академический час длится 40 минут. «Тихий час» или «Мёртвый час» в больницах, домах отдыха и детских учреждениях (сады, лагеря) — 120 минут.
Час не является единицей Международной системы единиц (СИ), но его использование в Российской Федерации допускается совместно с единицами СИ без ограничений области применения и срока действия допуска. При этом наименование и обозначение часа с дольными и кратными приставками СИ не применяются.

## История
Впервые разделение суток на часы (но с разной длиной часа) встречается в Древнем Египте около 2100 года до н. э., эту систему для ориентации во времени применяли египетские жрецы. В этих сутках 24 часа включали в себя один час утренних сумерек, десять дневных часов, один час вечерних сумерек и двенадцать ночных часов. Около 1300 года до н. э. суточный счёт времени был реформирован: светлое и тёмное время суток разделили по 12 частей соответственно, в результате чего продолжительность «дневного» и «ночного» часа менялась в зависимости от сезона.
В Вавилоне также существовало деление дня и ночи на 12 часов. Согласно «Истории» (II, 109) Геродота, от вавилонян эту систему переняли древние греки, позднее, вероятно от египтян или греков, усвоили римляне. К примеру, зимой продолжительность «дневного часа» в Риме составляла около 45 минут.
Термин «час» впервые появился в греческом языке во второй половине IV века до н. э. Клавдий Птолемей, живший во II веке н. э., официально ввёл деление суток на 24 часа.
В Древнем Риме дневные часы объединялись в четыре равных временных отрезка, также ночные часы объединялись в четыре «стражи» (сроки несения караула), по три часа каждая: две стражи до полуночи, и две — после.
В средневековой Европе суточное время делилось по церковным службам, начало и продолжительность которых отсчитывались согласно древнеримскому суточному исчислению. (См. Литургия часов)
В Новгородской республике светлое время суток (день) также делилось на 12 часов, как и в Москве XV века, по-видимому, тоже, как это можно заключить из известия о смерти митрополита Филиппа I.
В XVI—XVII веках в России применялось суточное измерение времени, когда продолжительность часа устанавливалась постоянной, но, в зависимости от определённого числа того или иного месяца года, менялось количество «дневных» и «ночных» часов. Их число колебалось от 7 до 17. По этому расписанию отправлялись церковные службы, но оно было отменено синодом в 1722 году с заменой прежних часов общеевропейскими, причём началом суток сделалась полночь, а не утро, как было прежде.
Час переменной продолжительности употреблялся в обиходе долгое время (в некоторых странах Средиземноморья — вплоть до XIX века).